# Зона избегания

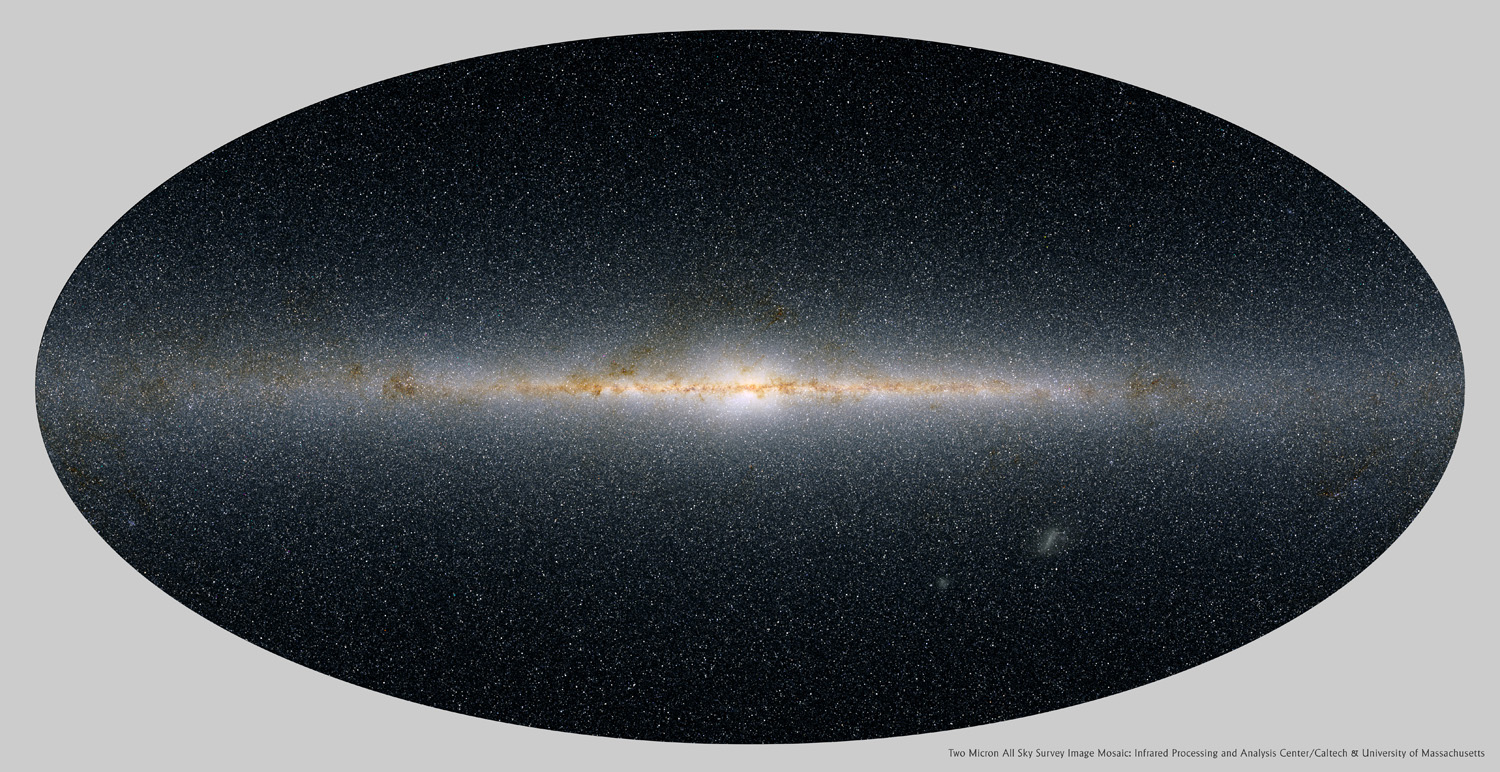
Млечный Путь создаёт зону избегания для местных наблюдателей.

Зона избегания (англ. Zone of Avoidance) — область на небе, закрываемая галактикой Млечный Путь.
Первоначально зона избегания была названа «Зоной немногочисленных туманностей» (англ. Zone of Few Nebulae) в статье Р. Проктора (англ. Richard A. Proctor) в 1878 году, что относилось к распределению «туманностей» в Общем каталоге туманностей (англ. Catalogue of Nebulae and Clusters of Stars) Джона Гершеля.

## Физическое обоснование
При наблюдении космических объектов с Земли ослабление света, межзвёздная пыль и звёзды в плоскости Млечного Пути (галактическая плоскость) препятствуют наблюдению в видимой части спектра примерно 20 % неба за галактикой. В результате каталоги галактик, составленные по наблюдениям в видимой области спектра, обычно не являются полными вблизи плоскости Галактики.

## Современное представление
В последние годы был предпринят ряд попыток преодоления пробела в знаниях, возникшего вследствие наличия зоны избегания. Пыль и газ Млечного Пути создают экстинкцию на длинах волн оптического излучения, звёзды фона могут быть перепутаны с галактиками фона. Однако на больших длинах волн влияние экстинкции снижается, в диапазоне радиоволн Млечный Путь практически прозрачен. Обзоры неба в инфракрасном диапазоне, такие как IRAS и 2MASS помогли создать более полную картину положения внегалактических объектов. В зоне избегания Паоло Маффеи открыл в 1968 году две крупные близкие галактики Maffei 1 и Maffei 2 по излучению в инфракрасном диапазоне. Однако около 10 % неба остаются сложными для исследования, поскольку внегалактические объекты могут быть перепутаны со звёздами Млечного Пути.
Проекты исследования зоны избегания в радиоизлучении, особенно в линии 21 см нейтрального водорода, позволили открыть ряд галактик, недоступных для наблюдения в инфракрасной области спектра. Примерами таких галактик являются Dwingeloo 1 и  Dwingeloo 2, открытые в 1994 году и 1996 году соответственно.